# 克丽丝廷·雷瑟姆
克丽丝廷·伊丽莎白·雷瑟姆（英語：Christine Elizabeth Latham，1981年9月15日—），生于卡尔加里，加拿大女子足球运动员，场上位置是前锋。她曾代表加拿大参加2003年国际足联女子世界杯。